# استانکو باراچ
استانکو باراچ (کرواتی: Stanko Barać؛ زادهٔ ۱۳ اوت ۱۹۸۶) بازیکن بسکتبال اهل کرواسی است.
از باشگاه‌هایی که در آن بازی کرده‌است می‌توان به باشگاه بسکتبال والنسیا، باشگاه ورزشی افس پیلسن، و باشگاه بسکتبال ساسکی باسکونیا اشاره کرد.